# لان كارسون
لان كارسون (بالإنجليزية: Lane Carson)‏ هو محامي وسياسي أمريكي، ولد في 21 أغسطس 1947 بنيو أورلينز في الولايات المتحدة. حزبياً، نشط في الحزب الجمهوري والحزب الديمقراطي. وقد انتخب عضو مجلس نواب لويزيانا.